# 圣马蒂诺-因帕西里亚
圣马蒂诺-因帕西里亚（義大利語：San Martino in Passiria）是意大利波尔扎诺自治省的一个市镇。总面积30平方公里，人口3111人，人口密度103.7人/平方公里（2009年）。ISTAT代码为021083。